# Prudentius von Tarazona

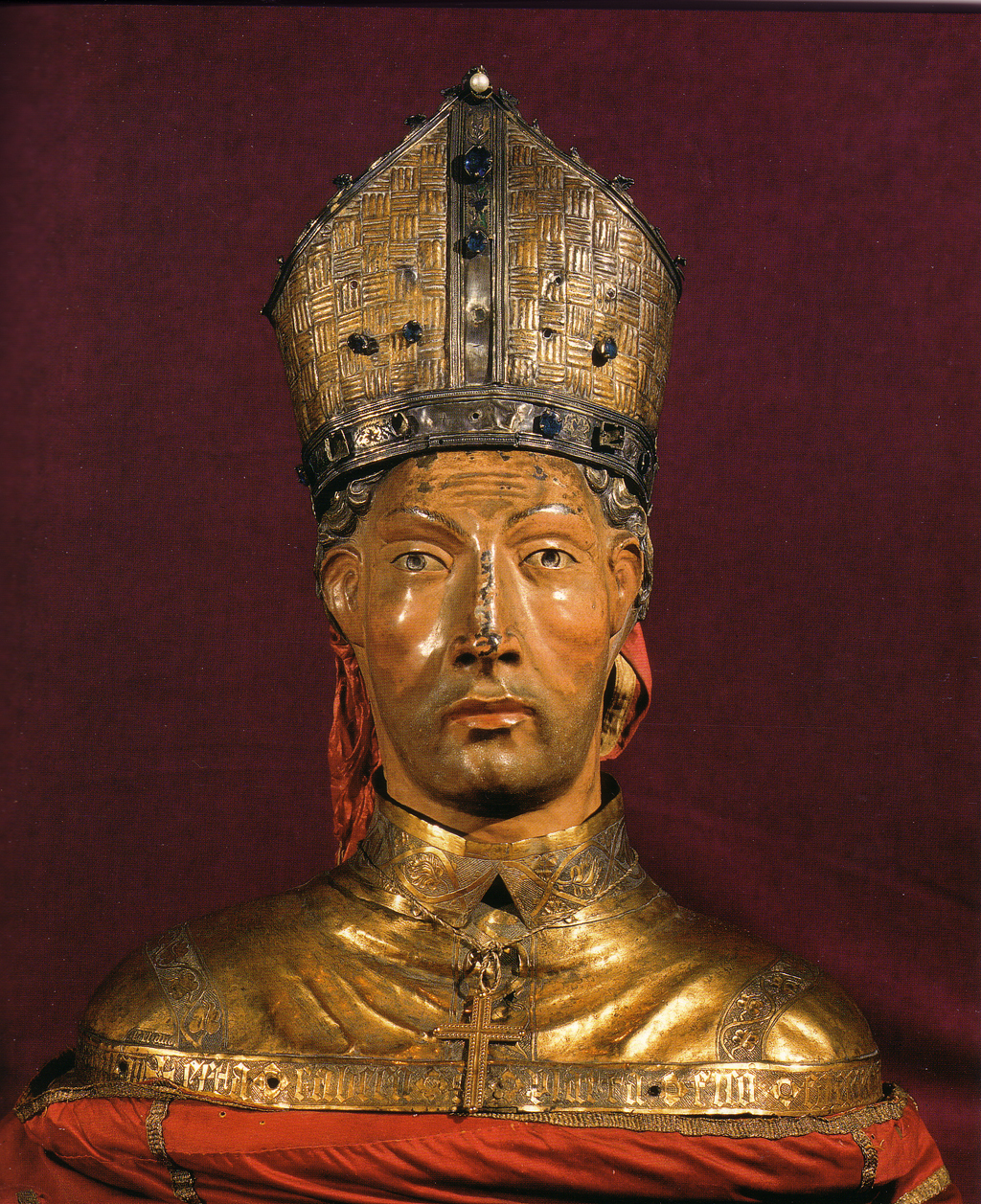
Büste des hl. Prudentius (15. Jh.)

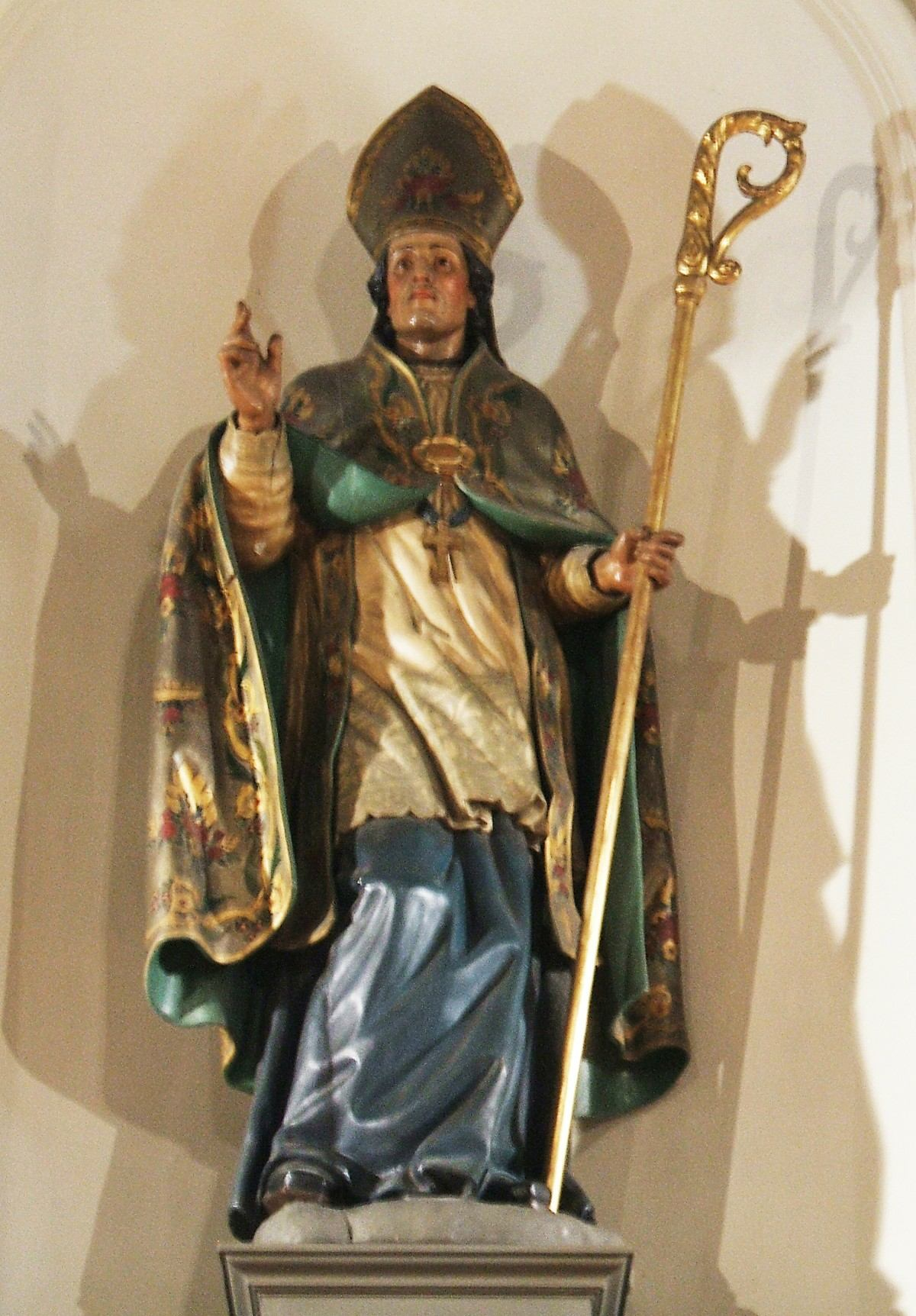
Statue des hl. Prudentius (18. Jh.)

Prudentius von Tarazona (* Armentia (Álava); † El Burgo de Osma) war Schüler und Gehilfe des hl. Saturius von Soria; später wurde er Bischof von Tarazona. Er gilt als Schutzpatron der Städte Nájera und Tarazona sowie der gesamten Region Álava. Sein Gedenktag ist der 28. April.

## Vita
Die Lebensdaten von Prudentius sind unklar; da er jedoch in Verbindung zu Saturius von Soria gestanden haben soll, dessen Sterbejahr (um 570) besser bekannt ist, müsste man in etwa sein Geburtsjahr um 550 und das Todesjahr um 610 ansiedeln. Anderslautende Angaben finden sich häufiger, wobei aber regelmäßig übersehen wird, dass man dann auch die Lebensdaten von Saturius ändern müsste.
Bereits bevor er im Alter von 15 Jahren zu Saturius kam, soll Prudentius als Einsiedler gelebt haben; nach dem Tod seines Mentors ging er nach Calahorra, wo ihn jedoch bald der Ruf nach Tarazona erreichte, wo er zunächst das Amt des Erzdiakons übernahm und später Bischof geworden sein soll. Er erwirkte einige Wunderheilungen, doch zog er sich nach Soria zurück, wo er als Vermittler im Streit zwischen dem Bischof von El Burgo de Osma und dem dortigen Klerus auftrat. Dort wurde er krank und verstarb.

## Verehrung
Nach seinem Tod entbrannte ein Streit um seine Begräbnisstätte; schließlich setzte man ihn auf sein Pferd und überließ diesem die Entscheidung, was letztlich seine Beisetzung in einer Höhle zu Füßen des Monte Laturce bei Clavijo zur Folge hatte, wo im Lauf der Zeit ein ihm geweihtes – heute allerdings ruiniertes – Kloster entstand. Ein Teil seiner Gebeine wurde angeblich im Mittelalter in die Stadt Nájera, ein anderer nach Logroño transferiert.
Im Volk schon lange als Heiliger verehrt, gelangte sein Name bereits im Jahr 759 in das Cartular des Klosters von San Millán de la Cogolla. Im 17. Jahrhundert erwählte man ihn zum Schutzpatron von Álava. Heute wird Prudentius hauptsächlich in der baskischen Provinz Álava verehrt.

## Darstellung
Mittelalterliche Darstellungen des Heiligen sind unbekannt; die wenigen neuzeitlichen Darstellungen zeigen ihn zumeist im Bischofsgewand.